# Fuentes de Magaña
Fuentes de Magaña – gmina w Hiszpanii, w prowincji Soria, w Kastylii i León, o powierzchni 11,22 km². W 2011 roku gmina liczyła 94 mieszkańców.